# Lauren Faust

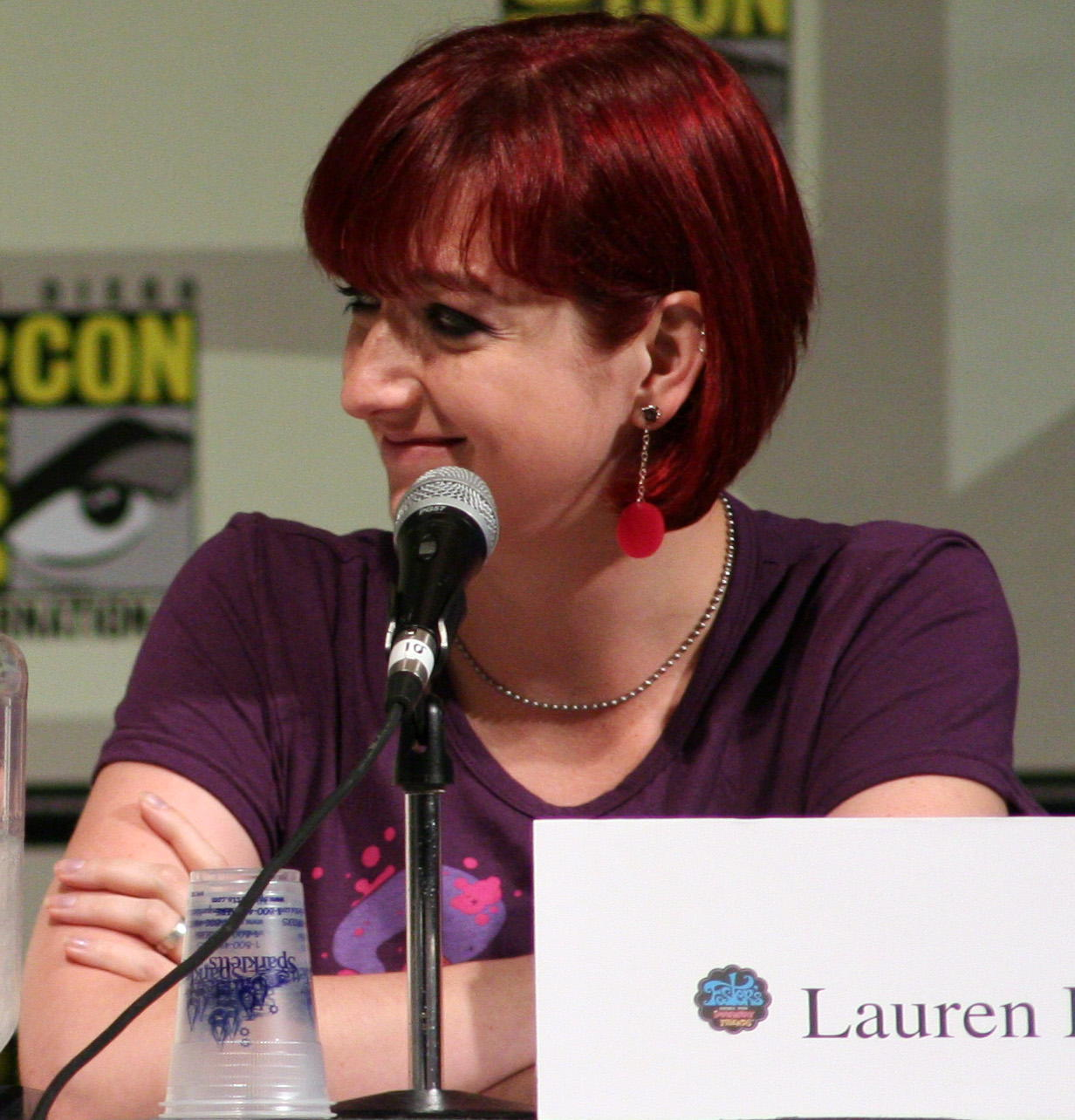
Lauren Faust auf der Comic-Con 2008

Lauren Faust (* 1974) ist eine US-amerikanische Filmanimatorin.

## Leben und Karriere
Faust wuchs in Severna Park, einem Vorort von Annapolis (Maryland), auf. Sie ist deutscher und polnischer Abstammung. Animation hat sie am California Institute of the Arts studiert. Neben der Animation hat sie unter anderem bereits als Storyboardzeichnerin, Produzentin, Drehbuchautorin, Synchronsprecherin, Regisseurin, Entwicklerin und  Charakterdesignerin an verschiedenen Serien und Filmen mitgewirkt.
Ihr Ehemann ist der Animator Craig McCracken, der unter anderem die Serien Powerpuff Girls und Fosters Haus für Fantasiefreunde erfunden hat, an denen Faust ebenfalls mitgewirkt hat. Sie war Storyboardzeichnerin für Powerpuff Girls und Chefautorin für Fosters Haus für Fantasiefreunde. Die Figur Frankie Foster basiert lose auf ihr.
Mit der Entwicklung der Serie My Little Pony – Freundschaft ist Magie, basierend auf ihrer eigenen Interpretation der Hasbro-Spielzeugponyreihe Mein kleines Pony, erreichte sie weitere Bekanntheit. Die Tatsache, dass diese ursprünglich für junge Mädchen konzipierte Serie vor allem auch bei jungen erwachsenen Männern eine große Anhängerschaft gewinnen konnte, macht sie nach eigener Aussage „stolz“.
Bis Mai 2011 arbeitete sie als Executive Producer an der Serie (bis zur Folge Freundschaft über alles – Teil 2), In der 2. Staffel erfüllte sie als Consulting Producer nur noch eine beratende Funktion. Ab der 3. Staffel war Lauren Faust nicht mehr an der Entwicklung der Serie beteiligt. Ihr nächstes Projekt ist Super Best Friends Forever, eine Reihe von animierten Kurzfilmen mit verschiedenen weiblichen DC-Superhelden in den Hauptrollen.
Eines ihrer Langzeitprojekte ist Milky Way and the Galaxy Girls, eine Website für junge Mädchen, zu der verschiedene Spielzeuge erhältlich sind. Nebenbei unterhält sie einen deviantART-Account, über den sie einige ihrer Zeichnungen veröffentlicht und ihren Fans Fragen beantwortet.

## Filme und Serien
- 1994: Home, Honey, I’m High
- 1997: Cats Don’t Dance
- 1998: Das magische Schwert – Die Legende von Camelot
- 1999: Der Gigant aus dem All
- 2001: No P in the O.O.L.
- 2001–2004: Powerpuff Girls
- 2002: The Powerpuff Girls Movie
- 2002: The Powerpuff Girls: 'Twas the Fight Before Christmas
- 2004–2009: Fosters Haus für Fantasiefreunde
- 2008: Sita sings the Blues
- 2008: Foster’s Home for Imaginary Friends: Destination Imagination
- 2008: The Powerpuff Girls Rule!!!
- 2010: My Little Pony – Freundschaft ist Magie
- Seit 2011: Super Best Friends Forever

## Auszeichnungen
- Eine Annie-Nominierung (2005)
- Vier Emmy-Nominierungen (2001, 2004, 2006, 2007)
- Ein Emmy-Gewinn (2009, „Outstanding Animated Program“ für Fosters Haus für Fantasiefreunde)[4]